# Юган Смуул
Юган Смуул (ест. Juhan Smuul; *18 лютого 1922, Коґува — †13 квітня 1971, Таллінн) — естонський письменник,   сталініст і депортер. Брав участь у репресіях естонського народу. До 1954 року від використовував своє друге ім'я Йоганнес Шмууль.

## П'єси
- Kirjad Sõgedate külast (1966)
- Keskpäevane praam (1967)
- Metskapten (1971)
- Siin me oleme! (1979) (телебачення)